# Alexandre-Henri de Schleswig-Holstein-Sonderbourg
Alexandre-Henri de Schleswig-Holstein-Sonderbourg (né le 12 septembre 1608 à Beck - mort le 5 septembre 1667 à Tobitschau) est un noble allemand fondateur de la lignée dite « Silésienne » des ducs de Schleswig-Holstein-Sonderbourg.

## Biographie
Alexandre-Henri est le second fils d'Alexandre de Schleswig-Holstein-Sonderbourg et de son épouse Dorothée de Schwarzbourg-Sondershausen.  
En 1643, il fait un mariage morganatique avec Dorothée Marie Heshus (née vers 1605), fille d'un ministre avec qui il se convertit au catholicisme. Le couple se retire en Silésie où Alexandre-Henri est fait colonel d'un régiment impérial. Il fonde ainsi la branche dite « Silésienne » ou « Catholique » des ducs de Schleswig-Holstein-Sonderbourg qui s'éteint à la génération suivante en 1737 lors de la mort sans postérité de son fils cadet Alexandre-Rodolphe.
Son épouse lui donne neuf enfants:
- Dorothée (1645-1650)
- Ferdinand-Léopold (né le 27 septembre 1647 - † août 1702) doyen de Wroclaw chanoine d'Olomouc
- Augusta (1649-1672)
- Marie-Sybille (née le 2 avril 1650 - † 1714 ) épouse en 1683 Ferdinand Octavien comte de Wirmberg (1650- † 1695)
- Alexandre-Rodolphe (né le 23 août 1651 - † 2 mai 1737 à Olomouc)
- Georges-Christian (né le 31 décembre 1653 † à la bataille de Salankemen remportée par le prince Eugène de Savoie sur l'Empire ottoman le 19 août 1691)
- Éléonore (née et † 1655)
- Léopold (1657-1658)
- Marie-Éléonore-Charlotte (née le 10 octobre 1659 - † 17 juillet 1697) épouse Ferdinand Julius de Salm (1650- † 1697)